# Ole Donner
Ole Adolf Donner (født 2. december 1939 i Aalborg, død 30. juni 2015 i Frederiksværk) var søn af chauffør Herman Donner og Ane Kristine Andersen. Han var ansat som reklamekonsulent og fungerede i en årrække som folketingsmedlem først for Fremskridtspartiet, senere for Dansk Folkeparti, som han var medstifter af 6. oktober 1995.

## Biografi
Ole Donner var midlertidigt medlem for Fremskridtspartiet for Frederiksborg Amtskreds 15.-21. maj 1976, 18.-25. jan. 1977 og 18.-24. dec. 1979. Han blev Folketingsmedlem for Fremskridtspartiet, indvalgt i Frederiksborg Amtskreds 12. dec. 1990-6.okt. 1995, og for Dansk Folkeparti 6. okt. 1995- 11. marts 1998. Han var herefter Folketingsmedlem for Dansk Folkeparti, valgt i Nordjyllands Amtskreds 11. marts 1998-5. juli 2000. Efter at have udtrykt kritik af partiets topstyring, blev han fjernet fra gruppebestyrelsen og marginaliseret i folketingsgruppen, hvorfor han valgte at fortsætte som løsgænger (uden for partierne) fra 5. juli 2000-20.november 2001. Ole Donner var også medlem af byrådet i Frederiksværk fra 1974 til 1985 for Fremskridtspartiet og fra 1989(?) til 2005 for Dansk Folkeparti.

### Biografi fra Folketingets hjemmeside
Kørelærer 1961-78. Assurandør 1964-70. Oversergent i Søværnet 1961-64. Siden 1967 indehaver af eget reklamebureau og udgiver af »Den Lokale Vejviser« i Frederiksværk.
Medlem af Frederiksværk Byråd 1974-85. Fra 1990 atter medlem og 1. viceborgmester og formand for udvalget for teknik og miljø. Formand for Ligningskommissionen 1978-82 og fra 1994 formand for Skatteankenævnet. Medlem af Hovedstadsrådet 1978-82. Medlem af Frederiksborg Amtsråd fra 1990-1991.
Medstifter af og medlem af Dansk Folkeparti fra 6. okt. 1995. Gruppesekretær fra partiets start og medlem af partiets hovedbestyrelse.
Fremskridtspartiets kandidat i Helsingørkredsen ved valget i 1975, i Hillerødkredsen ved valgene 1977-81, i Fredensborgkredsen 1984-88 og i Hillerødkredsen fra 1990-6.okt.1995. Dansk Folkepartis kandidat i Hjørring-, Aalborg Øst-, Fjerritslev- og Hobrokredsen 1997-2000.